# Cerro Grande (La Serena)
Der Cerro Grande erhebt sich unmittelbar hinter der Stadt La Serena in der chilenischen Región de Coquimbo.
Der Berg gehört zur Cordillera de La Costa und dominiert mit seiner Silhouette das Stadtzentrum. Die zur Küste gewandte Seite steigt steil an und der Gipfel liegt nur 4 Kilometer hinter der Küstenlinie. Der Gipfel bietet Aussichten über die Bucht von La Serena und die Anden.

## Besteigung
Zum Gipfel gelangt man über einen einfachen Fahrweg der an der Avenida Quatro Esquinas beginnt. Der Gipfel ist über diesen Fahrweg auch mit Kraftfahrzeugen erreichbar.

## Vegetation
Rund um den Gipfel gedeihen niedrige Büsche und Kakteen. Durch Flechten können diese Niederschlag aus dem häufigen Nebel generieren.

## Galerie

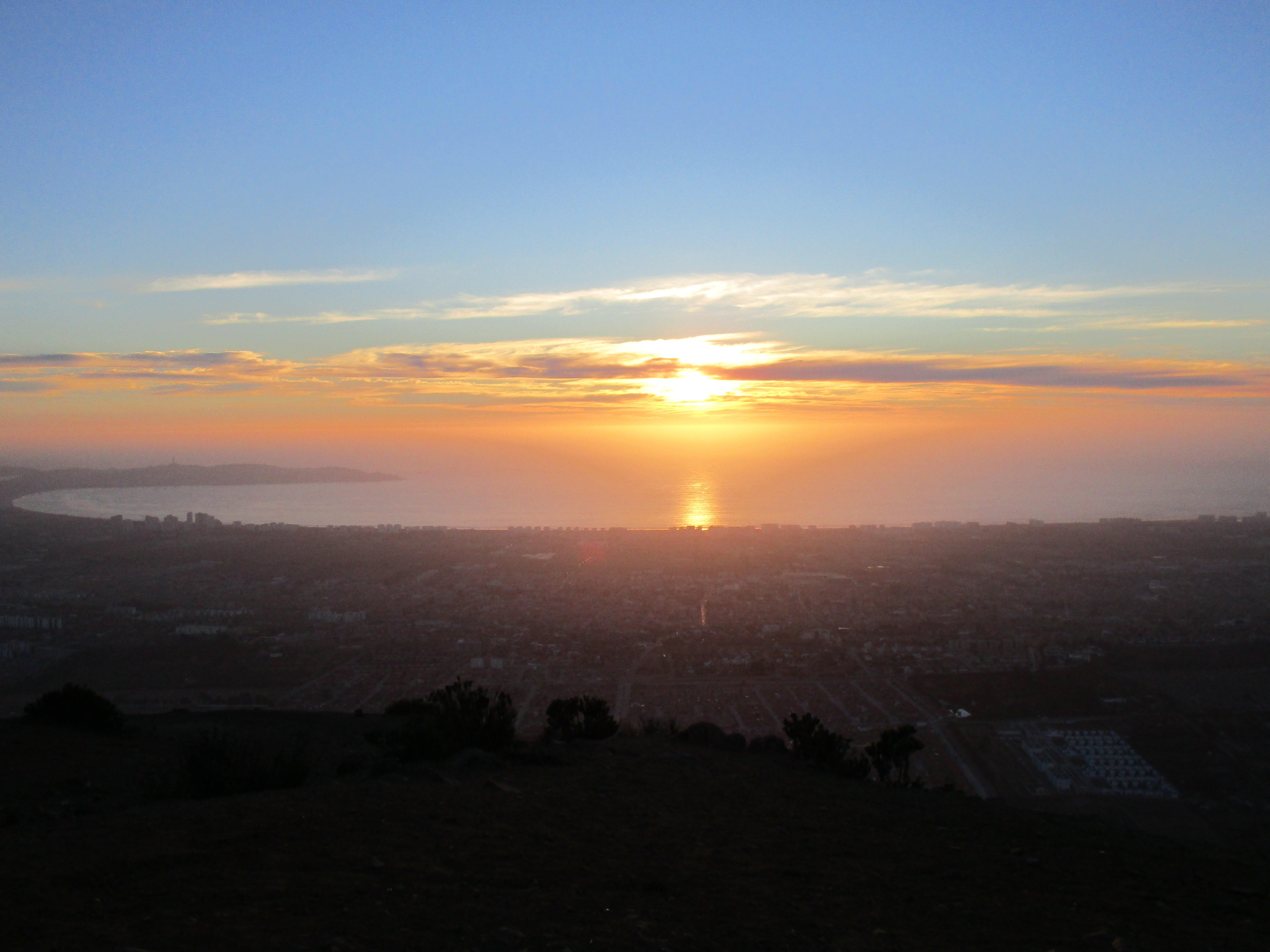
Blick auf die Bucht von La Serena
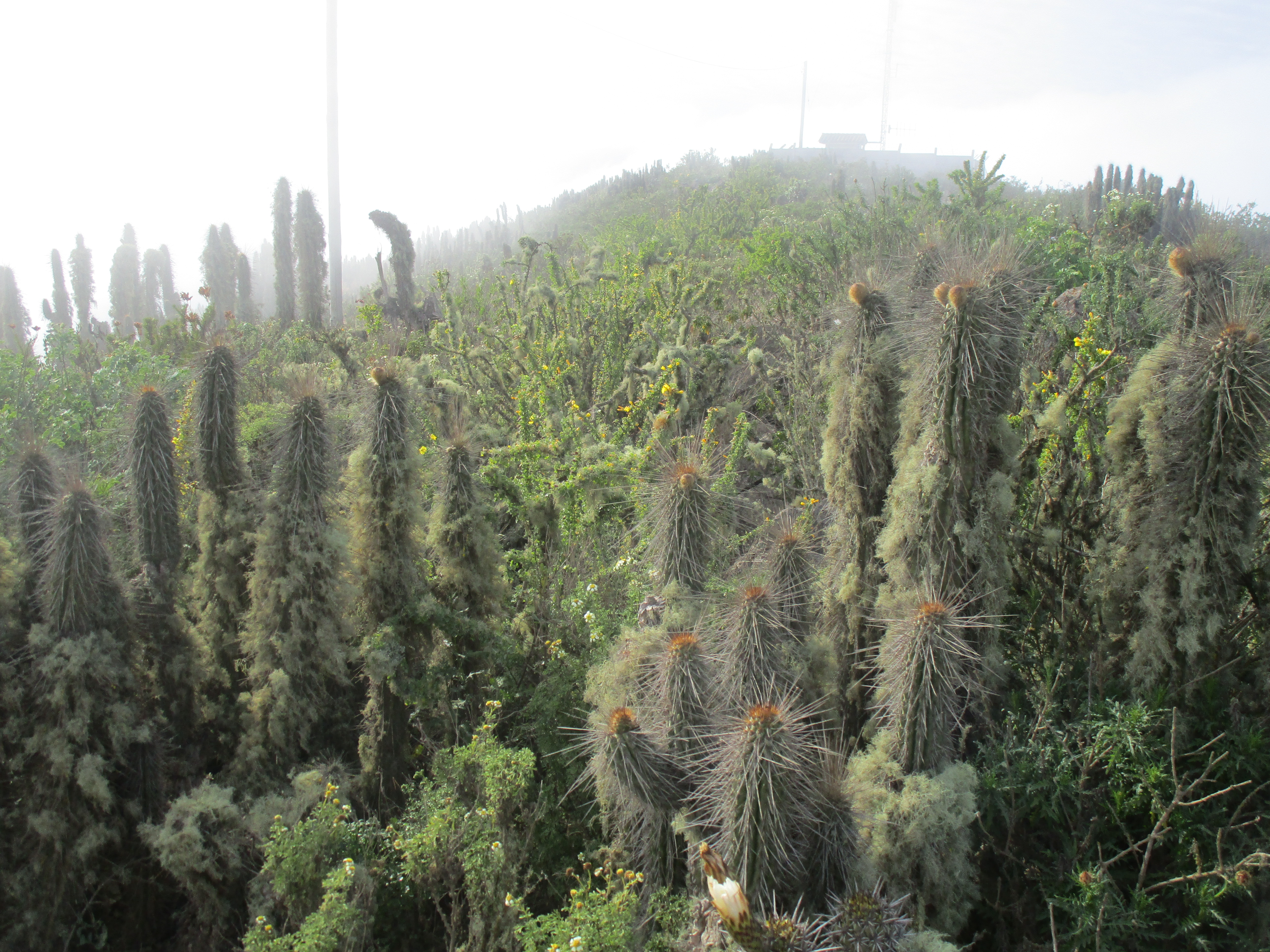
Vegetation im Gipfelbereich
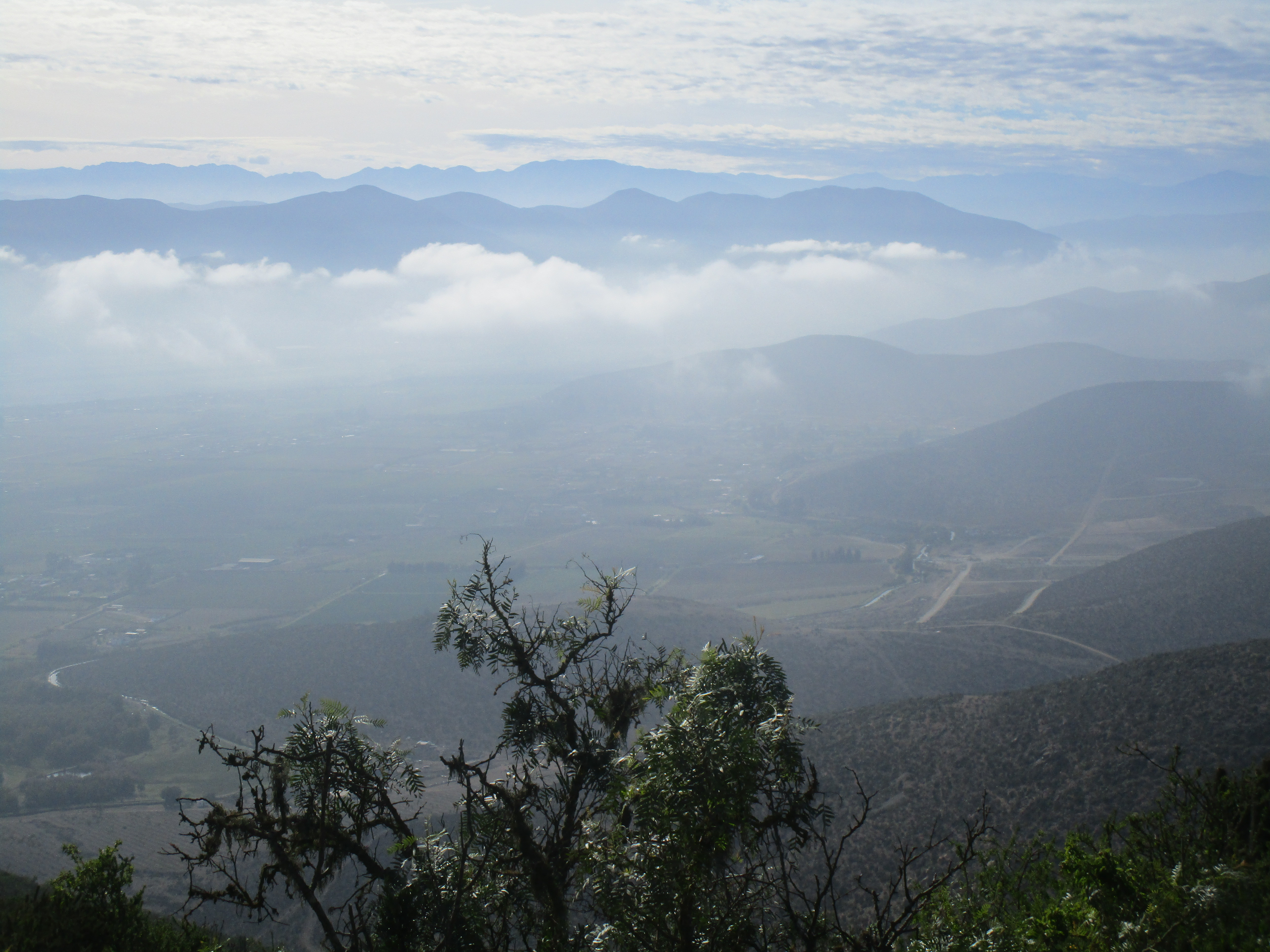
Blick über das Elquital in Richtung Andenhauptkamm
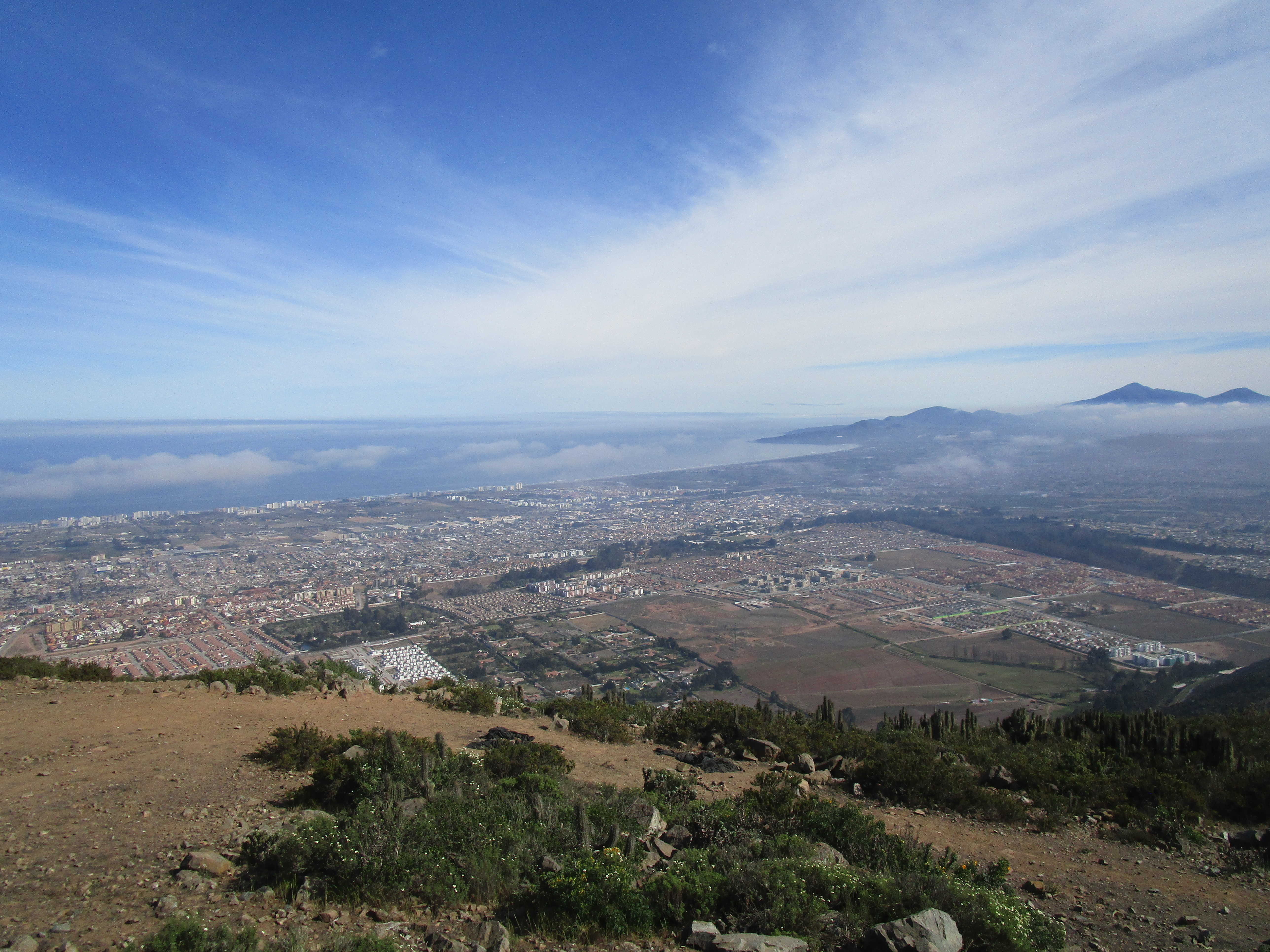
Blick zum Zentrum La Serenas